# Pep Sellés
Pep Sellés  (Alcoy, Alicante, Comunidad valenciana, 4 de marzo de 1967) es un actor español de cine, televisión y teatro conocido por sus papeles en series como Acacias 38 o Negocis de familia.

## Trayectoria
Entre sus trabajos para televisión destacan las series Bon día, bonica, Da Capo, Singles, Herència de sang, Negocis de família y Socarrats, de Canal 9, y Acacias 38, de TVE. Ha interpretado también papeles principales en las TV-Movies Paciente 33, Cuerpo a la carta y Comida para gatos.
En cine ha trabajado en las películas El coche de pedales, de Ramón Barea, Iris, de Rosa Vergés, Martini il Valenciano y 9 meses, de Miguel Perelló, 1000 maneres de menjar-se un ou, de Rafa Montesinos, y Halcón ciego, de Marino Darés.
Desde su debut en 1988 con la obra Cadiram, su currículum teatral incluye más de veinte obras.

## Filmografía
Cine
| Año  | Título                          |
| ---- | ------------------------------- |
| 2003 | El coche de pedales             |
| 2003 | Iris                            |
| 2007 | Martini il valenciano           |
| 2009 | 9 meses                         |
| 2012 | 1000 maneres de menjar-se un ou |
| 2018 | Halcón Ciego                    |

Televisión
- Herència de sang - (1995)
- Negocis de família - (2005)
- Paciente 33 - (2007)
- Alan muere al final de la película - (2007)
- Cuerpo a la carta - (2007)
- Altra oportunitat - (2007)
- Socarrats - (2007-2008)
- Comida para gatos - (2008)
- Singles - (2008)
- Da Capo - (2009-2010)
- Bon día, bonica - (2011)
- Sunset - (2013)
- Acacias 38 - (2015)
- La Forastera - (2016)
- Parany - (2018)
- L'Alqueria Blanca - (2022-2023)
- Desenterrats - (2022)